# Петринський Микола Миколайович
Микола Миколайович Петринський (1890—1938) — історик революційного руху

## Життєпис
Народився 17 грудня 1890 в Одесі в родині поштового чиновника.
Під час навчання в гімназії входив до есерівських гуртків. 1916 вступив на історико-філологічний факультет Імператорського Новоросійського університету. 
У 1917—1919 роках брав участь у студентському русі, очолював коаліційну раду студентства, головним завданням якої була боротьба за університетську автономію.
1920 після закриття університету залишений стипендіатом при кафедрі російської історії ОГСІ. 1921 продовжив аспірантський стаж у складі Одеського інституту народної освіти (ОІНО) на історичному відділенні ф-ту професійної освіти, але вже через рік у зв'язку зі скороченням штату був звільнений. Почав викладати історію в школах й одночасно працював у Центральній науковій бібліотеці, де завідував відділом поповнення, а згодом став науковим співробітником. 1927/28 н. р. запрошений до складу ОІНО на посаду позаштатного викладача для проведення педагогічної практики з історії. З реорганізацією у 1930 році ОІНО продовжив викладати в якості доцента в Одеському інституті соціального виховання (1930—1933 рр.), Одеському українському педагогічному інституті (1933—1938 рр.), Одеському державному університеті (ОДУ) (кафедра історії СРСР, 1934—1938 рр.), Одеській філії Харківського бібліотечного ін-ту, де вів курси з історії СРСР. Працював у науковій бібліотеці ОДУ. На історичному ф-ті ОДУ очолював науковий гурток з історії СРСР.
28 лютого 1938 заарештований органами НКВС за звинуваченням у належності до «контрреволюційної, терористичної організації».
31 березня 1938 «трійка» при УНКВС по Одеській обл. ухвалила рішення про розстріл, який здійснили 19 квітня 1938.
Реабілітований 30 листопада 1956.

## Науковий доробок
Науково-дослідна діяльність була не досить плідною. Його професійне формування збіглося з трагічними роками Першої світової війни, боротьби за владу між різними військово-політичними силами, становлення радянської влади та її експериментами щодо організації суспільства нового типу. Після встановлення радянської влади повністю відійшов від політичної діяльності і до кінця життя залишався цілковито аполітичним. Фахова підготовка була достатньо високою, хоча мало і рідко друкував свої наукові доробки. У 1920-ті був членом соціально-історичної секції Одеської комісії краєзнавства при Всеукраїнській Академії Наук. Наукові розвідки переважно присвячені революційним рухам кінця XIX — початку XX ст. В останні роки розробляв тему «Російський імперіалізм на Близькому Сході».

#### Праці
- Матеріали до історії жовтневих днів в Одесі (Архів комісара тимчасового уряду) // Праці Одеської Центральної Наукової бібліотеки. — 1927. — №. 1;
- Рожков в общественной деятельности [Виклад доп. на засад. соц.-іст. секції] // Вісник ОКК при УАН. Секція соціально-історична. — 1929. — Ч. 4–5;
- Жовтневі дні р. 1917 в Одесі. За матеріалами архіву Комісаріату Тимчасового Уряду: Доп. 14 листопаду 1927 р. // Вісник ОКК при УАН. Секція соціально-історична. — 1929. — Ч. 4–5;
- Бібліографія революційного руху в Одесі (1820—1920) / Упорядники: М. М. Петринський та ін. — Одеса, 1933.